# الاکد
الاکد (به انگلیسی: Alacode) یک منطقهٔ مسکونی در هند است که در کرالا واقع شده‌است.

## خصوصیات
الاکد ۱۱٬۲۱۸ نفر جمعیت دارد.